# حمرية جميلة
حمرية جميلة (الاسم العلمي:Erythrina speciosa) هي نوع من النباتات تتبع جنس الحمرية من الفصيلة البقولية.